# Friedrich Wilhelm von Wartenberg
Friedrich Wilhelm von Wartenberg (* 4. April 1725 in Luggendorf; † 27. Februar 1807 auf Gut Trampe bei Eberswalde) war ein preußischer Generalleutnant, Generalintendant des Montierungswesens der Armee, Ritter des Schwarzen Adlerordens und Erbherr auf Trampe.

## Leben

### Herkunft
Seine Eltern waren der preußische Leutnant und Erbherr von Luggendorf Hans Balthasar von Wartenberg (1682–1748) und dessen Ehefrau Magdalena Sophie, geborene von Graevenitz aus dem Hause Schild († 1771).

### Militärkarriere
Wartenberg kam im Juni 1738 in das Kadettenhaus in Berlin, dort wurde er kurz vor 1740 zum Unteroffizier ernannt. Er stand 1741 Wache im Schweizersaal, als ihn Friedrich II. bemerkte und ihn zu seinem Leibpagen ernannt. So begleitete ihn Wartenberg auf dem Winterfeldzug nach Mähren und in die Schlacht bei Chotusitz. 1743 ernannte ihn der König zum Sekondeleutnant und Flügeladjutanten. Wartenberg begleitete ihn danach an die Höfe in Ansbach und Bayreuth. Bei der Rückkehr machten sie Station bei Kloster Nieder-Schönfeld. Dort kampierte der Feldmarschall Friedrich Heinrich von Seckendorff mit der Armee des Kaisers Karl VII. und Wartenberg speiste mit an der Tafel des Königs.
Im Zweiten Schlesischen Krieg begleitete er den König bei der Belagerung und Eroberung von Prag. Als der König nach Berlin zurückkehrte, erhielt Wartenberg die Erlaubnis mit dem Feldmarschall Leopold von Anhalt-Dessau in Oberschlesien zu bleiben. Am Beginn des Jahres 1745 traf er den König in Neisse und kämpfte mit ihm in der Schlacht bei Hohenfriedberg. Er wurde danach zum Kapitän befördert und mit der Siegesnachricht nach Berlin geschickt. Während der Schlacht bei Soor war er wieder beim König. Der König kehrte nach Berlin zurück und Wartenberg ging zu Anhalt-Dessau nach Schweidnitz. Er kämpfte bei Katholisch-Hennersdorf und in der Schlacht bei Kesselsdorf. Am 23. Dezember 1745 wurde der Frieden von Dresden beschlossen. In der Zeit bis zum Siebenjährigen Krieg war er Flügeladjutant des Königs und beim Garderegiment.
Während des Siebenjährigen Krieges begleitete er den König beim Einschluss der Sächsischen Armee bei Pirna, in der Schlacht bei Lobositz, bei Prag und Kolin. Danach zog die Armee nach Sachsen und kämpfte bei Roßbach und in Schlesien bei Leuthen. Nach der Schlacht wurde Wartenberg zum Major ernannt. Während der Belagerung von Breslau und im folgenden Winter war für den König in Sonderaufträgen unterwegs. 1758 war er mit dem König bei der Belagerung von Olmütz, kam dann aber in die Armee des Markgrafen Karl, während der König in die Neumark zog. Am 13. September vereinigten sich diese Armeen und am 14. Oktober kam es dann zur Schlacht bei Hochkirch. Danach zog Wartenberg mit der Armee zum Entsatz von Dresden und Neisse. Im Jahr 1759 begleitete er den König in der Schlacht bei Kay. Er kam dann zur Armee des Prinzen Heinrich. Als der König wieder das Oberkommando in Sachsen übernahm, schickte dieser Wartenberg an die Elbe, um den General Beck zu stoppen. Die größten Gefechte dabei waren eine Kanonade bei Reisa und Belgern. Beck zog sich nach Dresden zurück. Im Januar 1760 kam er zurück nach Berlin. Dort überwachte er die neuen Rekruten sowie die Pferde und Material für die Armee. Nachdem alles zu seiner Zufriedenheit geregelt war, fand Wartenberg sich wieder bei der Armee und der Belagerung von Dresden und dann bei den Schlachten von Liegnitz und Torgau. Ende des Jahres musste er wieder den Nachschub organisieren. 1761 kam er wieder nach Schlesien und der König ernannte ihn am 9. April 1761 zum Oberstleutnant. Wartenberg wurde zum Korps unter Karl Christoph von der Goltz versetzt, das gegen die Russen in Polen ziehen sollte. Nach dem plötzlichen Tod des Generals Goltz erhielt aber der General Zieten das Kommando. Im Winter 1761/62 organisierte er wieder den Nachschub. Wartenberg war 1762 wieder beim König und der Belagerung von Schweidnitz. Nach der Kapitulation der Festung am 9. Oktober 1762 wurde er wieder nach Berlin versetzt und dort am 6. April 1763 zum Oberst befördert.
Nach dem Frieden übernahm er des Departement „von der Armierung, Montierung und Rekrutieren“ von Generalleutnant Hans von Massow. Am 28. Mai 1770 wurde Wartenberg mit Patent vom 22. August 1767 zum Generalmajor und am 15. Juni 1781 zum Generalleutnant befördert. Für seine langjährigen Verdienste schlug ihn der König am 25. März 1784 zum Ritter des Schwarzen Adlerordens.
Wartenberg hatte ihm Laufe der Zeit vom König große Geldsummen erhalten und sein Vermögen vermehrt. Zudem hatte er die Armee gut und sparsam geführt, was allerhand Missgunst erregte (siehe Wartenbergische Casse). Als im Jahr 1787 vom König Friedrich Wilhelm II. das Oberkriegskollegium eingerichtet wurde, musste Wartenberg sein Amt abgeben und seine Behörde wurde dem neuen Ministerium einverleibt. Gegen ihn selbst wurde eine Untersuchung eingeleitet, aber man konnte kein Fehlverhalten finden. Daraufhin zog er sich auf sein Gut Trampe bei Eberswalde zurück, das er am 23. August 1771 vom Grafen Nikolaus Wilhelm von Sparr gekauft hatte. Dort starb er 1807 unverheiratet und wurde in der Berliner Garnisonkirche beigesetzt.

### Wartenbergische Casse
Er hatte am 9. Februar 1763 die Wartenbergische Casse eingeführt. Hier wurden für viele Regimenter die Werbe- und Beurlaubtengelder verwaltet, die für ausländische Werbung gedacht waren. Nur einzelne Regimenter, mit deren Verhalten der König im Kriege besonders zufrieden gewesen war, erhielten jene Gelder auch ferner zu eigener Verfügung. Viele Kompanie- und Eskadronchefs bedienten sich zuvor zum eigenen Vorteil aus dieser Kasse. Statt die Werbegelde auszuzahlen, wurden künftige Rekruten einfach entführt. Schon bald nach dem Regierungsantritt von König Friedrich Wilhelm II. beseitigte man die Einrichtung aber wieder. Im Jahr 1807 wurde auch die Werbung von Ausländern eingestellt.